# Persea brenesii
Persea brenesii är en lagerväxtart som beskrevs av Standley. Persea brenesii ingår i släktet avokador, och familjen lagerväxter. Inga underarter finns listade i Catalogue of Life.